# Oksöy fyr
Oksöy fyr (Oksøy fyr på norska) ligger på en ö i Kristiansandsfjorden söder om Kristiansand  i Vest-Agder i Norge. Fyrstationen är en kustfyr och blev upprättad år 1832. Tillsammans med Odderøya fyr och Grønningen fyr ger Oksöy fyr en sammanhängande navigationshjälp vid inseglingen till skärgården och Kristiansands hamn från öppna Skagerrak.

## Den första fyren
Den första fyren på Oksöy var 23 meter hög och byggd i tegel. På ön byggdes det även ett bostadshus och ett uthus för fyrvaktaren. Oksöy fyr tändes första gången den 25 november 1832. Eftersom Norge och Sverige då bildade union så försågs fyren med en skylt med Karl XIV Johans emblem. Numera finns skylten, förgylld, i fyrvaktarbostaden.
Oksöy fyr var den första fyr utanför Frankrike som år 1832 försågs med en Fresnel-lins.

## Dagens fyr
Det ursprungliga fyrtornet ersattes år 1900 av ett nytt, 36 meter högt torn av sammanfogade plattor av gjutjärn. Tornet är ett av Norges högsta fyrtorn. Även denna nya fyr har en linsapparat:  en första ordningens katadioptrisk lins: den både reflekterar och förstärker ljuset. Nominell räckvidd är 19 nautiska mil.
Fortfarande finns rester på fyrområdet av husgrunder efter tidigare fyrtorn, lotsstation, semaforstation samt en tysk barack från andra världskriget.
Oksöy fyr ägs av norska staten. Fyren automatiserades och avbemannades år 2004. Fyren är skyddad enligt norsk lag som kulturminne och ön är också naturreservat.

## Lotsstationen
Lotsstationen på Oksöy upprättades omkring år 1950. En styrhytt från fiskebåten Agder 2 från Flekkerøy byggdes om till lotsutkik.
År 1979 flyttades lotsstationen till Kristiansand. År 1989 togs beslut om att lotsutkiken skulle renoveras och därefter K-märkas.  Troligen är lotsutkiken en av Norges minsta kulturminnesmärkta byggnader.

## Väderstation
På Oksöy finns en av Norges Meteorologisk institutts väderstationer. Vindobservationer från denna station omnämns i den svenska Sjörapporten.

## Anekdoter
C. J. Bergh anställdes som den förste fyrvaktaren på Oksöy - en tjänst han hade till 1875. Han dog då 77 år gammal efter 38 års tjänst och efterlämnade hustru (nummer två) och 25 barn.
Fyrvaktaren hade även ett fyrbiträde som enligt anställningskontraktet skulle ha fri kost och logi, något som på den tiden även inkluderade "1 eller 2 drammer (supar) daglig". År 1861 fick fyrbiträdet ett eget boningshus.